# Sergiusz Piasecki
Sergiusz Piasecki (pronunciació en polonès: [sɛrɡʲuʂ pjasɛt͡skʲi]), nascut l'1 d'abril de 1901 a Lachowicze, prop de Baranowicze i mort el 12 de setembre de 1964 a Londres, fou un escriptor polonès. La seva novel·la més coneguda és L'enamorat de l'Óssa Major, polonès: Kochanek Wielkiej Niedźwiedzicy, publicada el 1937, que va ser una de les novel·les més populars de Polònia durant la Segona República. Després de la Segona Guerra Mundial, els llibres de Piasecki foren prohibits per la censura del règim comunista.

## Biografia

### Infància i joventut
Era el fill il·legítim del noble empobrit i russificat Michał Piasecki i de la camperola belarussa Kławdia Kułakowicz. Quan era nen, va ser criat per la concubina del seu pare, Filomena Gruszewska, que el maltractava físicament i mental; el seu pare tenia poc interès per ell. Només els pares parlaven rus.
D'adolescent, va ser empresonat a causa d'una baralla a l'escola. Es va escapar de la presó i va acabar a Moscou, on va presenciar esdeveniments revolucionaris i la mort dels seus amics. Sota aquesta impressió es va convertir en anticomunista confés.
Durant la revolució va arribar a Minsk, on es va implicar amb el món criminal local. Quan les tropes belarusses van entrar a la ciutat lluitant per l'existència d'una Belarús independent, Piasecki s'hi va unir. Aviat, però, se'n va separar i va passar a la divisió polonesa-belarussa, que en aquell moment ocupava Minsk i marxava en ofensiva cap a l'est. Va participar en la defensa de Varsòvia durant la guerra de 1920.
Després de deixar l'exèrcit, Sergiusz Piasecki era un home sense perspectives. No tenia educació i la propietat del seu pare es trobava a l'estranger. Va vagarejar per la regió de Vílnius, realitzant diverses activitats (per esmentar-ne només algunes, la falsificació de xecs o la participació en la producció de pornografia). Aquest període de la vida es descriu a la novel·la "Vida d'un home desarmat", polonès: Żywot człowieka rozbrojonego.

### Tasques d'intel·ligència
Piasecki va decidir cooperar amb la Segona Divisió de l'Estat Major, és a dir, la intel·ligència polonesa. El bon coneixement de les realitats de les terres orientals de la Segona República Polonesa, així com de les llengües russa i belarussa, juntament amb els dialectes locals, el van convertir en un gran agent d'intel·ligència. En el treball a banda i banda de la frontera, també era addicte al coratge boig i a l'astúcia, adquirits entre els lladres de Minsk. Va servir a moltes instal·lacions d'intel·ligència a l'estranger, on tenia encomanades tasques de transferència de diners per a agents a l'Est.
Amb tot i això, el servei d'intel·ligència li pagava molt poc, i Piasecki es dedicava el contraban, cosa que li aportava molts més ingressos. S'esdevingué que en un mes va travessar la frontera 30 vegades (per descomptat de manera il·legal). Ell mateix va informar que només a l'estiu de 1925 havia recorregut més de 8.000 quilòmetres. Per escapar de la trampa parada per l'OGPU i salvar el seu company, va ser ascendit al rang de segon tinent.
Mantenia contacte amb oficials soviètics i utilitzava sovint la cocaïna per reclutar-los. També guanyava diners mitjançant el contraban de drogues. Això li va proporcionar una fortuna, però Piasecki no es guardava els diners per ell mateix. El necessitava per subornar els guàrdies de la presó soviètica, ja que els seus homes eren freqüentment atrapats i empresonats. Aquests esdeveniments van ser descrits després per ell a Kochanek Wielkiej Niedzwiedzicy.
El febrer de 1926 Piasecki va ser acomiadat del servei d'intel·ligència polonès. No és clar per què va passar això. Suposadament, va descobrir connexions entre els soviètics i alguns VIP polonesos. A més, estava en desacord amb els seus companys contrabandistes. Destituït, es va trobar en una situació desesperada. Tot el que posseïa era un revòlver. Va intentar, sense èxit, unir-se a la Legió Estrangera.

### Robatoris i presó
Sota la influència de les drogues, i armat amb un revòlver, va decidir robar dos comerciants jueus, Jodel Boryszanski i Morduch Drazlin, que travessaven el bosc en un carretó. Va robar-los 1.054 złotys, un rellotge d'or i altres articles. Més tard es va establir que Piasecki estava sota la influència de la cocaïna i necessitava els diners per cobrir la fiança del seu amic, Antoni Niewiarowicz. Pocs dies després, Piasecki i Niewiarowicz van robar un tren de rodalies a prop de Wilno (Vílnius), i, a causa de la confessió de l'amant de Niewiarowicz, van ser atrapats, jutjats i ficats a la presó de Lida.
Com que el seu judici va tenir lloc a la zona fronterera, el tribunal de Lida va ser despietat i va condemnar a Piasecki a mort. Afortunadament, els seus antics supervisors de la informació no van oblidar el seu agent i, per tant, en lloc de ser executat, Piasecki va acabar amb 15 anys de presó. La seva estada a la presó de Lida va ser curta. Com a líder d'una rebel·lió, va ser traslladat a Rawicz. Allà, va incitar un altre motí, i va ser traslladat a Koronowo i més tard a Wronki. Finalment, Piasecki va ser traslladat a la presó més dura de Polònia, situada a Łysa Góra, prop de Kielce. Com que se'l considerava un pres problemàtic, se'l mantenia sovint a la cel·la d'aïllament, on va emmalaltir de tuberculosi.

### Activitat literària
Piasecki es va convertir en escriptor per casualitat. Més tard, va confessar que molts presos de Wronki escrivien, així que va decidir emular-los. Com que el seu coneixement del polonès estàndard era pobre, aprendria d'un llibre escolar de gramàtica polonesa. Algun dels anys 1935 o 1936, la seva prosa penitenciària va arribar a l'atenció d'un famós novel·lista i periodista, Melchior Wańkowicz, que recorria les presons poloneses com a periodista. Després de llegir un manuscrit de Kochanek Wielkiej Niedzwiedzicy, Wańkowicz va animar Piasecki a continuar els seus esforços per escriure i el va ajudar a publicar el llibre. La publicació i la popularitat resultant del llibre es van convertir en el catalitzador per treure Piasecki de la presó. El llibre es va publicar mentre Piasecki encara estava a la presó, i la seva còpia es va lliurar a la seva cel·la. El llibre es va esgotar en un mes i va ser la tercera publicació més popular de Polònia entreguerres.
A causa de la popularitat del llibre, els esforços de Wańkowicz per alliberar Piasecki van rebre el suport d'altres escriptors i advocats. Finalment, el 1937 el president Ignacy Mościcki el va perdonar. El dia del seu alliberament va ser sensacional: una gernació de periodistes l'esperaven a la porta i el mateix Piasecki va quedar commocionat per les novetats tècniques, com la ràdio, que s'havia fet habitual des del 1926. A finals de 1937 i principis de 1938, Piasecki va anar a Otwock i Zakopane per recuperar-se. Entre d'altres, va conèixer Stanisław Ignacy Witkiewicz, que va pintar el seu retrat. Tot i ser una celebritat, evitava de trobar-se amb els seus nombrosos lectors, i no li agradava signar llibres.

### Segona Guerra Mundial

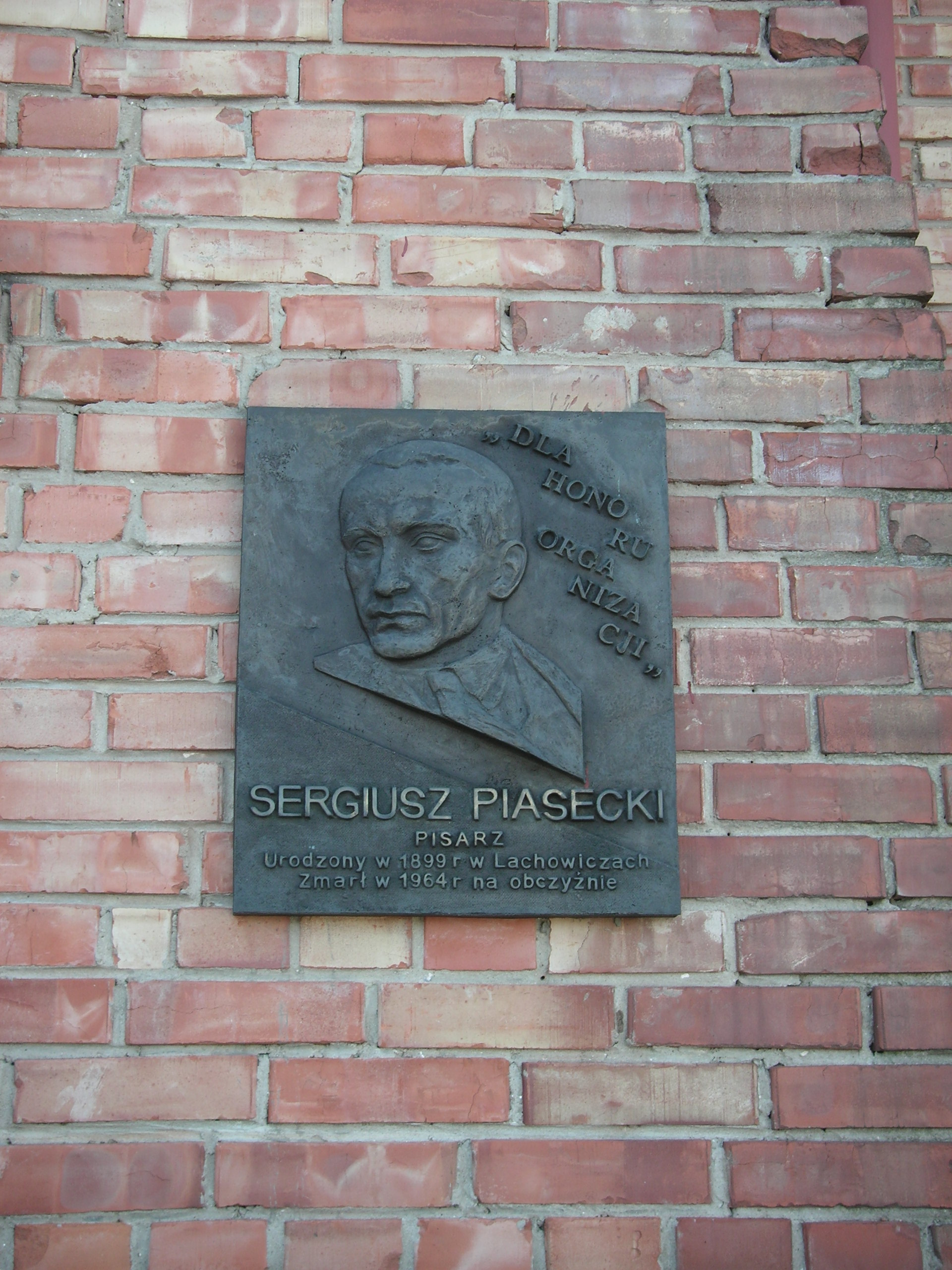
Una placa commemorativa de Sergius Piasecki a la paret de l'església de Lachowicze

Després de l'esclat de la Segona Guerra Mundial, la branca de Vílnius de la Związek Walki Zbrojnej va arribar a Piasecki amb una sol·licitud de cooperació. Se li va oferir comandar una unitat especial per executar sentències de mort dictades per un tribunal clandestí. Va acceptar cooperar, però es va negar a prestar jurament i va explicar la seva individualitat. Un altre motiu del rebuig va ser l'actitud relativament amistosa amb els soviètics, presentada pel govern de Londres i el quarter general de l'Armia Krajowa.
Tot i així, Piasecki va ser una valuosa adquisició per a l'Armia Krajowa. Moltes de les seves accions foren extremadament temeràries. La seva acció més famosa va ser una incursió personal el 13 de juny de 1943 en una oficina protegida per la Gestapo. Va aconseguir treure documents que incriminaven Zygmunt Andruszkiewicz, un activista de l'Armia Krajowa de Vílnius, que els alemanys havien capturat uns dies abans. Entre els papers robats també hi havia un arxiu que documentava la massacre de Katin, elaborat per Józef Mackiewicz i reenviat a Andruszkiewicz, una protesta signada a mà per Mackiewicz contra l'acusació de col·laborar amb el Goniec Codzienny, que el va salvar de ser arrestat per la Gestapo.Piasecki va rebre la Creu del Mèrit amb Espases per aquesta gesta. Piasecki va organitzar l'execució de la sentència a Czesław Ancerewicz, editor del col·laboracionista Gońca Codziennego (juntament amb Ancerewicz i Józef Mackiewicz, també l'editor del Gońca va ser condemnat a mort). Ancerewicz va ser assassinat a trets el 16 de març de 1943 per Sergiusz Kościałkowski „Fakir”.
Més tard va salvar la vida de Józef Mackiewicz una vegada més, en negar-se a executar la sentència de mort. Posteriorment es va revelar que les acusacions de Mackiewicz havien estat elaborades pels soviètics, i el veredicte fou anul·lat.
El 1942 es casà amb Jadwiga Waszkiewicz, havent-se convertit prèviament al catolicisme; el 17 de juny de 1944 va néixer el seu fill Władysław.

### Emigració després de la guerra

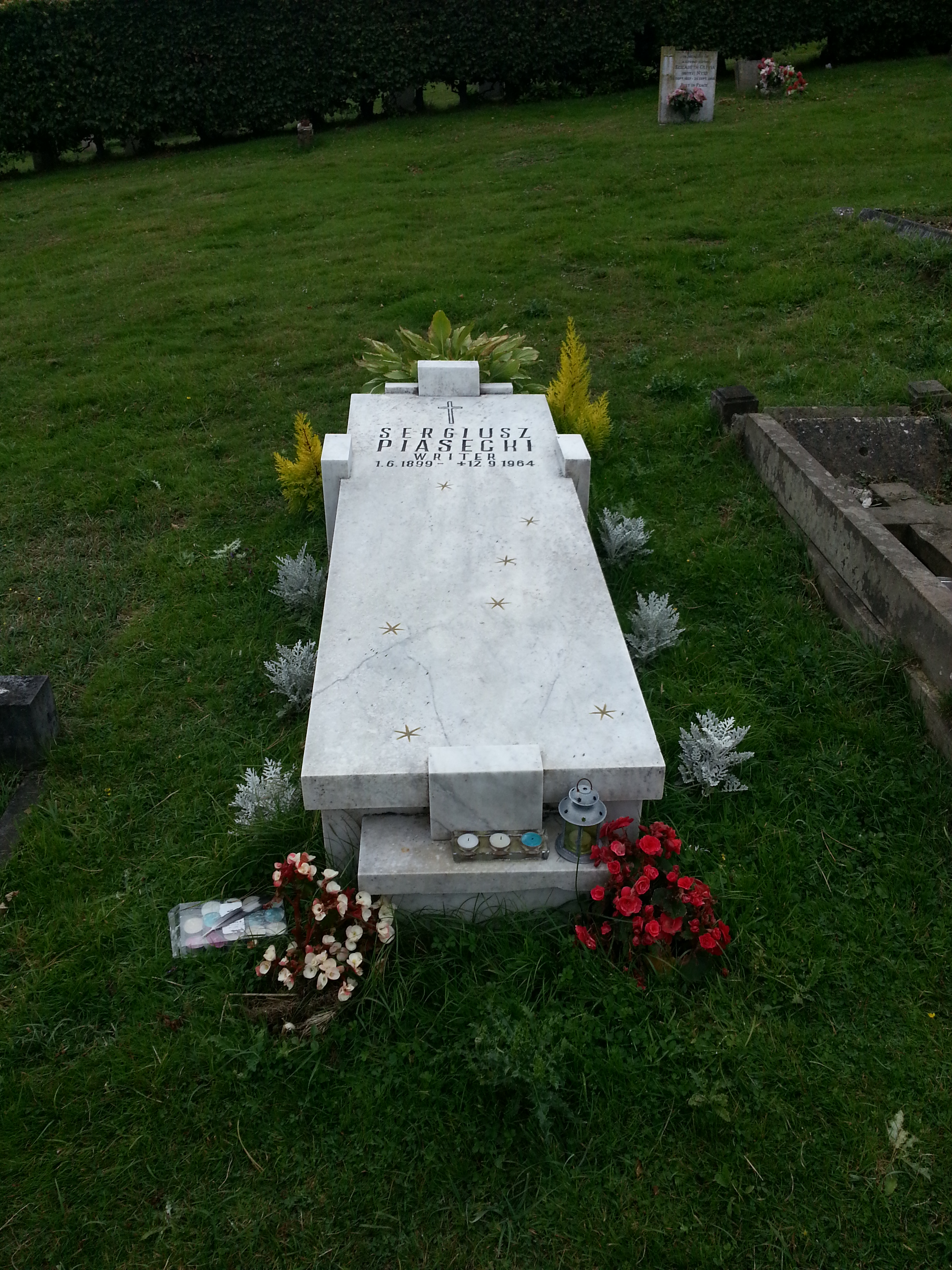
Tomba de Sergiusz Piasecki al cementiri de Hastings

Després de l'ocupació bolxevic de les fronteres orientals, Piasecki va romandre durant un any a Polònia, amagat-se de l'Oficina de Seguretat, que el buscava per una carta en què descrivia críticament la situació en què es trobava Polònia després del 1945.
El 1946, juntament amb un grup de soldats polonesos vestits de civil,que formaven part del comboi de l'UNRRA va aconseguir escapar cap a Itàlia, on va veure la traducció italiana de la seva obra Kochanek Wielkiej Niedzwiedzicy. Aviat, es va posar en contacte amb escriptors polonesos residents a l'exili, entre ells Jerzy Giedroyc. El 1947, Piasecki es va traslladar a Anglaterra. El seu nom es pot trobar a la resolució de la Unió d'Escriptors Polonesos a l'Exili, que instava tots els afectats a deixar de publicar al país ocupat pels comunistes. Era un enemic declarat i sense pal·liatius del règim comunista i dels seus afins. Ho va expressar fins i tot valorant críticament Czesław Miłosz al pamflet Były poputczik Miłosz. Aquest text va desencadenar una tempesta a les pàgines de la revista parisenca Kultura. Sovint va valorar durament la lleu política dels països occidentals cap a l'URSS.
A finals dels anys quaranta va arribar a la conclusió que l'humor era la millor arma per combatre els comunistes. Així doncs, va escriure una sàtira titulada Les memòries d'un oficial de l'Exèrcit Roig, polonès: Zapiski oficera Armii Czerwonej, que presenta un diari maquillat de Mikhaïl Zubov, un oficial de l'Exèrcit Roig, que junt amb la seva unitat entra a Polònia el 17 de setembre de 1939. Zubov afirma en el seu "diari" que el seu únic propòsit és matar tota la burgesia que posseeixi rellotges i bicicletes.
A Gran Bretanya va viure en condicions extremadament humils. Va morir de càncer el 1964. Va ser enterrat al cementiri de Hastings. Damunt una làpida en marbre blanc es va col·locar una imatge de la Constel·lació de l'Ossa Major.
Totes les seves obres van ser objecte de censura a la República Popular de Polònia a partir del 1951 i van ser retirades immediatament de les biblioteques.

## Traduccions al català
- L'enamorat de l'Óssa Major. Volum 97 de Biblioteca Mínima. Traducció: Anna Rubió i Jerzy Sławomirski. Edició	il·lustrada. Quaderns Crema, 2001. ISBN 847727326X ISBN 9788477273264 (519 pàgines)